# Коломенське (Феодосійський район)
Коло́менське (крим. Kolomenske, до 1948 року — населений пункт радгоспу ім. 15 років ВЛКСМ; історично Ореніко́й, крим. Öreniköy) — село Феодосійського району Автономної Республіки Крим. Розташоване на північному заході району.
Відстань від райцентру до населеного пункта становить 47 кілометрів по прямій.

## Назва
У 2023 році у проєкті Постанови Верховної Ради України «Про перейменування деяких населених пунктів Автономної Республіки Крим» село запропоновано перейменувати на Оренікой, на честь сусіднього зниклого села, що відоме з 1817 року.

## Історія
На карті 1817 року на місці села зустрічається село Оренікой — 45°17′50″ пн. ш. 34°56′20″ сх. д. / 45.29722° пн. ш. 34.93889° сх. д..
Як Коломенське вперше згадується в Указі Президії Верховної Ради РРФСР від 18 травня 1948 року. Згідно з цим указом, безіменний населений пункт радгоспу імені 15-річчя ВЛКСМ було перейменовано на Коломенське.
Пізніше, 26 квітня 1954 року, Кримську область передали зі складу РРФСР до складу Української РСР.
Точна дата включення села до складу Чапаївської сільської ради невідома, але станом на 15 червня 1960 року воно вже було в її складі.
30 грудня 1962 року Совєтський район, де розташоване село, був скасований згідно з указом Президії Верховної Ради УРСР «Про укрупнення сільських районів Кримської області», і Коломенське приєднали до Нижньогірського району.
8 грудня 1966 року Совєтський район було відновлено, і село знову увійшло до його складу.
За даними перепису 1989 року, у селі проживало 286 осіб.
Після відновлення 12 лютого 1991 року Кримської АРСР, село стало її частиною. 26 лютого 1992 року Кримську АРСР перейменували на Автономну Республіку Крим.
З 2023 року село в складі Феодосійського району.

## Населення

### Мова
Розподіл населення за рідною мовою за даними перепису 2001 року:
| Мова                | Відсоток |
| ------------------- | -------- |
| російська           | 75,74 %  |
| кримськотатарська   | 21,97 %  |
| українська          | 1,97 %   |
| інші/не визначилися | 0,32 %   |